# Gunther Klautke

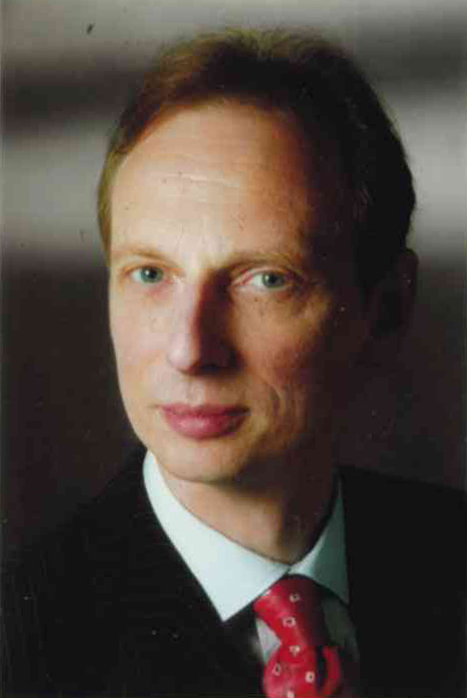
Gunther Klautke

Gunther Erich Hans Klautke (* 29. Dezember 1966 in Hilpoltstein) ist ein deutscher strahlentherapeutischer Onkologe, als Referent und Dozent unter anderem an der TU Chemnitz tätig und gehört dem Direktorium des Onkologischen Centrums Chemnitz (OCC) an. Klautke ist Facharzt für Radiologie, Strahlentherapie, Onkologie und Palliativmedizin. Seit 2014 ist er Chefarzt der Klinik und Praxis für Radioonkologie am Klinikum Chemnitz.

## Leben und Wirken

### Studium
Klautke studierte nach dem Abitur Humanmedizin an der Friedrich-Alexander-Universität Erlangen-Nürnberg. Nach seiner Approbation als Arzt im Jahr 1995 promovierte er unter der Dissertationsschrift „Thermometrische SAR-Bestimmung von interstitiellen Mikrowellenantennen“, die mit magna cum laude 1997 verteidigt wurde. Im Jahr 2007 wurde er mit der Arbeit „Simultane Radiochemotherapie in der Behandlung onkologischer Patienten unter besonderer Berücksichtigung der Topoisomerase I-Hemmer“ im Fach Strahlentherapie an der Universität Rostock habilitiert. Es folgte die Verleihung der Lehrbefugnis für das Gebiet Strahlentherapie unter der akademischen Bezeichnung Privatdozent von der Universität Rostock im Jahr 2008 und der Friedrich-Alexander-Universität Erlangen-Nürnberg im Jahr 2013.

### Werdegang
Nach dem 3. Staatsexamen 1994 wirkte Klautke als Assistenzarzt in der Klinik und Poliklinik für Strahlentherapie der Universität Erlangen und wechselte 1997 an die gleichnamige Klinik der Universität Rostock. Dort wurde dieser 2001 leitender Oberarzt und 2008 schließlich kommissarischer Direktor der Klinik und Poliklinik für Strahlentherapie der Universität Rostock.
Im Juli 2009 wechselte er als leitender Oberarzt an die Universitätsstrahlentherapie Erlangen. Der weitere berufliche Werdegang führte ihn schließlich 2011 nach Bamberg, wo er zunächst die Leitung der Sektion Linearbeschleuniger übernahm und anschließend Chefarzt der Klinik und Praxis für Radioonkologie und Strahlentherapie Bamberg wurde.
Seit 2014 wirkt er als Chefarzt der Klinik und Praxis für Radioonkologie am Klinikum Chemnitz, dem akademischen Lehrkrankenhaus der Universitäten Leipzig und Dresden und gehört dem Direktorium an, des dort ansässigen Onkologischen Centrum Chemnitz (OCC).

## Verbandstätigkeiten
Klautke ist Beisitzer im akademischen Vorstand der Deutschen Gesellschaft für Radioonkologie e. V. (DEGRO) und gehört der Zertifizierungskommission Neuroonkologie der Deutschen Krebsgesellschaft (DKG) an. Die ihm zugeschriebenen Module umfassen Neuroonkologische Zentren, Darmkrebszentren sowie Speiseröhrenkrebszentren. Er vertritt den Berufsverband Deutscher Strahlentherapeuten (BVDST), sowie die Deutsche Gesellschaft für Radioonkologie e.V. (DEGRO).